# 西班牙的最後一次死刑

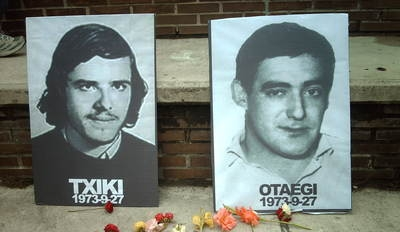
2011年，為其中兩名被處決者設立了紀念碑。

西班牙的最後一次死刑是在1975年9月27日，當時軍事法庭以謀殺警察與憲兵的罪名判處五人死刑，隨後將他們槍決。其中兩人是巴斯克民族主義與分離主義武裝組織ETA（政治-軍事派）的成員，另外三人則屬於反佛朗哥的馬克思列寧主義組織「革命反法西斯愛國陣線」（FRAP）。當時的西班牙是西歐唯一的獨裁國家。自戰後以來，因與納粹德國在1930至1940年代的關係密切，加上獨裁領袖佛朗西斯科·佛朗哥是透過政變上台，西班牙在國際間聲望低落，長期遭到孤立。因此，這次處決引發強烈爭議，不僅國內爆發抗議，國際社會也紛紛譴責，甚至有示威者襲擊西班牙大使館，十五個歐洲國家更以召回駐西大使作為外交制裁。
這次處決後，西班牙再無執行死刑。兩個月後，佛朗哥去世。1978年《西班牙憲法》基本上廢除了死刑，但仍在軍法與戰時特定情況下保留例外，直到1995年，這些條款才被完全廢除。2012年，巴斯克政府的一個委員會調查後認定，當年兩名被處決者的審判過程侵犯了他們的權利，並向其家屬提供賠償。

## 背景
佛朗西斯科·佛朗哥於1939年在西班牙內戰後掌權，在這場內戰期間，各個派系都曾大規模處決政治對手。許多歷史學家，包括海倫·葛拉漢、 保羅·普雷斯頓、安東尼·比弗、加布里埃爾·傑克遜、休·湯瑪士和伊恩·吉布森都認為，佛朗哥政權對政治對手的處決，即後來被稱為白色恐怖，是一項有計畫的政策。相較之下，反佛朗哥勢力進行的處決並未獲得當時西班牙第二共和國政府的批准，而佛朗哥正是試圖推翻這個政府。原本在1932年已被廢除的民事案件死刑，於1938年由佛朗哥重新恢復。

### 戰後對西班牙的敵意
雖然西班牙在第二次世界大戰中保持中立，但佛朗哥始終同情軸心國，並曾考慮加入戰爭站在其一方。 他與納粹德國保持良好關係，且許多的佛朗哥支持者對納粹主義抱有同情。這使得西班牙在戰後初期被國際社會排斥，特別是被西歐民主國家和美國孤立。1946年，歐洲各地爆發針對佛朗哥政府的大規模抗議示威。1950年代，隨著冷戰局勢升級，西方國家對佛朗哥政府的態度逐漸緩和，其反共立場使他成為可靠的盟友。這導致美國政府不願支持可能破壞佛朗哥政權穩定的措施。
1974年，葡萄牙的威權政府和希臘的軍事政權相繼倒台後，西班牙成為西歐唯一的獨裁政權。當時，西歐多國由社會主義政黨執政，因為佛朗哥透過政變上台，所以這些政黨長期痛恨他。當時西歐普遍反對死刑，多數西歐國家已停止執行死刑。

### 西班牙死刑的逐步廢除
雖然在西班牙內戰及其後不久，多達20萬人遭到處決，但從1948年到1975年最後一次執行死刑期間，卻只有48人被處決。其中，17人遭行刑队枪决，31人則被絞刑處決。歷史上，西班牙主要使用鐵環絞刑作為處決方式，而行刑隊則多用於政治和軍事犯。1966年至1972年間，西班牙未曾執行死刑。1970年9月的布爾戈斯審判判處六名ETA成員死刑，但在國際壓力與批評下，佛朗哥將死刑改為其他刑罰。

### 新的立法
為了應對左翼和巴斯克分離主義者的暴力行動，西班牙政府於1975年8月26日通過了一項新的反恐法。根據該法，同情恐怖分子將面臨最高12年的監禁刑罰。該法律重新設立了軍事法庭，並賦予其權力，可對被判定犯有反國家恐怖主義罪行的人執行死刑。此外，該法將嫌疑人的審訊拘留時間從3天延長至5天，並允許在法官批准下最長可達19天。作為回應，歐洲議會就一項由歐洲共同體社會黨聯盟提出的動議進行辯論，該動議譴責這項新法律侵犯人權，並呼籲暫停歐洲經濟共同體與西班牙的關係。

## 審判和量刑
新法迅速實施。首場軍事法庭於1975年8月28日在卡斯特里略德爾瓦爾舉行，當時巴斯克祖國與自由（ETA）成員何塞·安東尼奧·加門迪亞（José Antonio Garmendia）和安赫爾·奧塔埃吉（Ángel Otaegui）因1974年4月3日在阿斯佩蒂亞殺害一名憲兵格雷戈里奧·波薩達斯（Gregorio Posadas）而被判死刑。加門迪亞被指控槍殺波薩達斯，而奧塔埃吉則被控協助其逃離警方。加門迪亞在審訊期間遭槍擊，導致昏迷，並因身體狀況無法簽署供詞，只能在一份預先寫好的供詞上按下指紋，而這份供詞將奧塔埃吉牽連其中。儘管證人無法識別加門迪亞，且醫生證明他無法確認供詞，但他與奧塔埃吉仍被判有罪。
1975年9月11日，在奧約-德曼薩納雷斯，五名FRAP成員接受審判，儘管其律師試圖延後庭審，但未獲准許。辯護律師在檢方陳述時提出異議，認為起訴內容有誤，並遺漏關鍵細節。他們還指出，由於媒體將被告描述為「殺人犯」，使得審判無法公正進行。
審判結果為FRAP成員弗拉迪米羅·費爾南德斯（Vladimiro Fernández）、曼努埃爾·布蘭科（Manuel Blanco）和何塞·翁貝托·巴埃納（José Humberto Baena）因1975年7月14日在馬德里殺害武裝警察盧西奧·羅德里格斯（Lucio Rodríguez）而被判死刑。巴埃納曾是當時非法的西班牙共產黨成員，並於1970年參加學生示威後被捕入獄。他的父母聲稱，案發時他人在葡萄牙，而主要證人之一未獲准出庭作證。儘管檢方要求對五名被告全部處以死刑，帕布羅·馬約拉爾·龍達（Pablo Mayoral Ronda）和費爾南多·謝拉·馬爾科（Fernando Siera Marco）分別被判處30年和25年徒刑。被判死刑的三名被告均提出上訴。1975年9月16日，第三場軍事審判在Hoyo de Manzanares舉行，FRAP成員曼努埃爾·卡尼亞韋拉斯（Manuel Cañaveras）、瑪麗亞·赫蘇斯·達斯卡（María Jesús Dasca）、孔塞普西翁·特里西安（Concepción Trisián）、何塞·路易斯·桑切斯-布拉沃（José Luis Sánchez-Bravo）和拉蒙·加西亞·桑斯（Ramón García Sanz）因1975年8月16日在馬德里謀殺憲兵安東尼奧·波塞（Antonio Pose）而被判死刑。
最後一場軍事審判於9月19日在巴塞隆納舉行，ETA成員胡安·「奇基」·帕雷德斯·馬諾特（Juan "Txiki" Paredes Manot）因1975年6月6日在巴塞隆納槍殺武裝警察奧維迪奧·迪亞斯（Ovidio Díaz）而被判死刑。1975年9月26日，由佛朗哥主持的西班牙部長會議確認對五人的死刑判決，包括FRAP成員何塞·翁貝托·巴埃納、拉蒙·加西亞·桑斯和何塞·路易斯·桑切斯-布拉沃，以及ETA成員安赫爾·奧塔埃吉和胡安·帕雷德斯，而其餘六人的死刑則被減刑。

## 對判決的反應
這些判決引發了國際間對西班牙政府的批評與抗議。義大利、斯德哥爾摩和奧斯陸發生大規模示威，瑞典首相奥洛夫·帕尔梅親自領導瑞典的抗議行動。荷蘭外交部長正式向西班牙大使提出抗議。在里斯本，西班牙大使館遭襲擊並被縱火。在瑞士，抗議者佔領西班牙大使館長達兩小時。墨西哥總統路易斯·埃切維里亞呼籲暫停西班牙在聯合國安全理事會的成員資格，但美國否決了這一提案，認為這是西班牙的內政問題。教宗保祿六世在聖伯多祿廣場的週日祈禱中，請求西班牙政府對被判死刑者予以寬恕，但同時也譴責了他們所犯的罪行。佛朗哥的弟弟尼古拉斯·佛朗哥（Nicolás Franco）也加入呼籲寬赦的行列，以佛朗哥的基督信仰為由進行勸說。
一群法國知識分子，包括演員伊夫·蒙當、電影導演科斯塔-加夫拉斯和記者雷吉斯·德布雷，試圖在馬德里召開記者會，宣讀一份譴責這些判決的聲明，但遭警方拘留並被驅逐出境。

## 處決

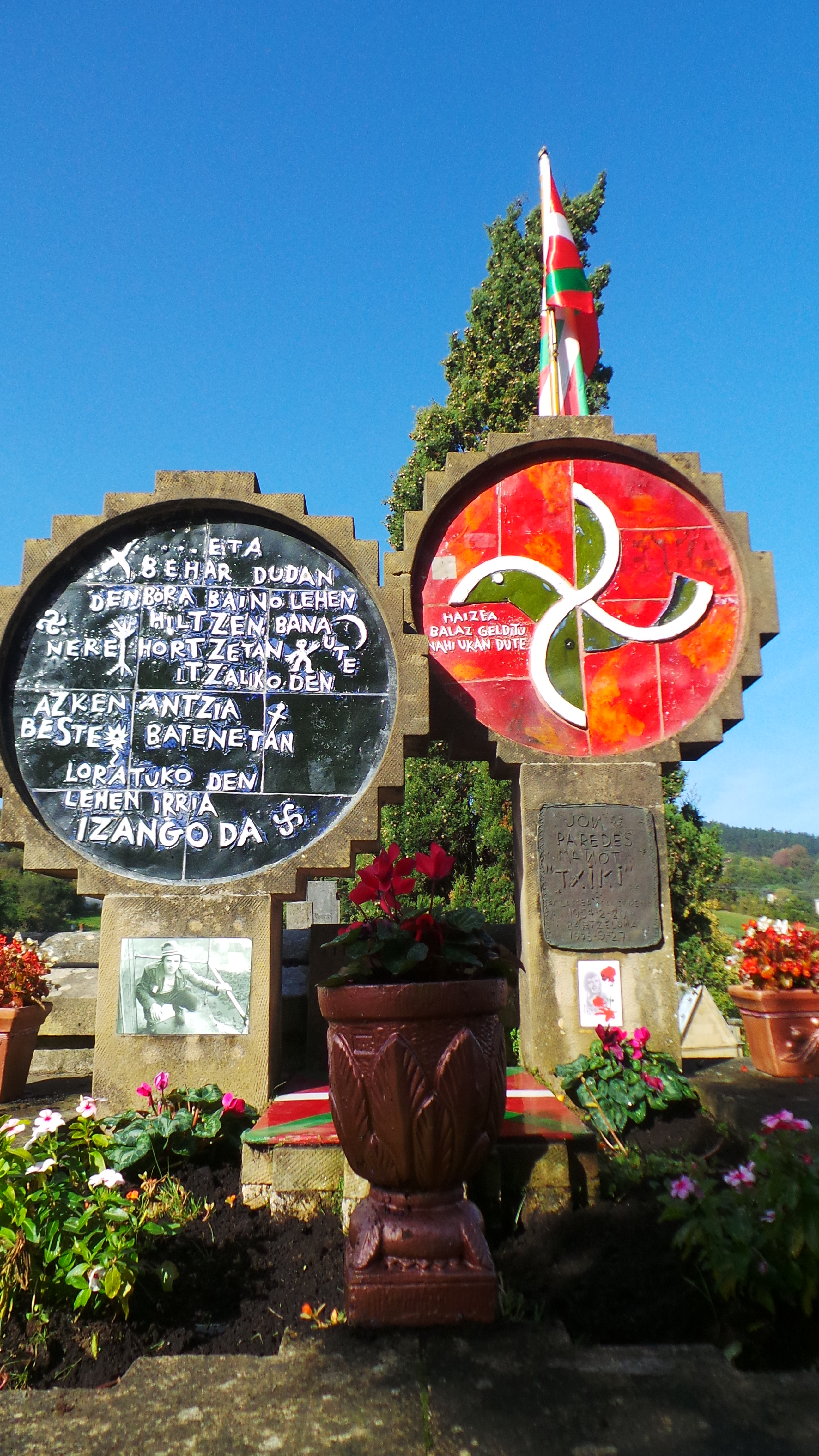
帕雷德斯在薩勞特斯的墓地

處決於1975年9月27日進行。安赫爾·奧塔埃吉（Ángel Otaegui）於08:30在布爾戈斯的維亞隆監獄（Villalón prison）首先被處決。胡安·帕雷德斯（Juan Paredes）於08:35在巴塞隆納被處決。根據他的兄弟說法，帕雷德斯在行刑前面帶微笑，並高唱巴斯克軍隊頌歌。
其餘三人則在奧約-德曼薩納雷斯被處決，何塞·翁貝托·巴埃納（José Humberto Baena）於09:20被處決，拉蒙·加西亞·桑斯（Ramón García Sanz）於09:40被處決，何塞·路易斯·桑切斯-布拉沃（José Luis Sánchez Bravo）於10:00被處決。

## 下葬
三名FRAP成員於當天上午被埋葬在奧約-德曼薩納雷斯。遭處決者的家屬聲稱，他們被拒絕進入當地墓地祭拜，並與警方發生衝突。然而，攝影記者古斯塔沃·卡塔蘭·德烏斯（Gustavo Catalán Deus）見證了葬禮，他表示，一些家屬確實在場，與警方、軍方成員及律師一同出席葬禮。家屬先前曾指控警方在卡拉班切爾監獄內對其中一名被判死刑者的母親施暴，當時她正與兒子進行最後會面。何塞·路易斯·桑切斯-布拉沃（José Luis Sánchez Bravo）的遺骸後來被遷葬至穆爾西亞，而拉蒙·加西亞·桑斯（Ramón García Sanz）的遺骸則被遷葬至馬德里。胡安·帕雷德斯（Juan Paredes），原先被埋葬在巴塞隆納，於1977年1月12日被遷葬至萨劳斯。

## 對處決的反應

### 巴斯克的反應
在巴斯克地區，約3,000人在阿斯佩蒂亞參加抗議遊行，而在聖塞巴斯提安的示威規模更大，約有30,000人參與。在阿爾戈爾塔的一場示威活動中，警方開槍導致六人受傷。 在馬德里，一場為死者舉行的天主教彌撒後爆發抗議，並有人遭到逮捕。此外，巴斯克地區於1975年9月30日發起為期兩天的大罷工，約有200,000人參與。

### 國際的反應
法國的西班牙大使館及領事館前爆發示威。在布魯塞爾，西班牙大使館遭縱火攻擊。荷蘭政府組織了全國性抗議日，在烏特勒支的示威由荷蘭首相約普·登厄伊爾帶領。
在英國，執政的工黨通過決議譴責這些處決。波蘭與匈牙利撤回了駐西班牙的商務代表，而15個歐洲國家（西德、東德、英國、比利時、荷蘭、法國、瑞士、葡萄牙、奧地利、瑞典、愛爾蘭、盧森堡和義大利）則撤回了各自的駐西班牙大使，以示抗議。
作為回應，西班牙召回了駐挪威、東德、梵蒂岡、西德及荷蘭的大使進行磋商，並無條件撤回駐葡萄牙大使，以抗議該國大使館遭襲事件。 西班牙銀行也暫停與葡萄牙埃斯庫多的交易。
瑞典首相奧洛夫·帕爾梅譴責佛朗哥政府為「邪惡的殺人兇手」。 在聯合國，瑞典政府試圖推動一項譴責西班牙政府的聲明，但遭美國聯邦政府修改為一項更為廣泛的聲明，僅譴責人權侵犯，未特別提及西班牙。

### 西班牙國內的反應
西班牙媒體受佛朗哥政府控制，大多支持這些處決。《先锋报》譴責被處決者犯下「卑劣且不可容忍」的罪行，並主張雖然任何死亡都令人遺憾，但「為真正自由的社會服務的強大國家」是對抗「試圖破壞和平的狂熱分子」所必需的。
《ABC》批評外國安保部門未能保護西班牙駐外機構免受「極左勢力」襲擊，並表示希望西歐各國政府能夠尊重西班牙人民對「內部和平」的渴望。
1975年10月1日，馬德里民眾舉行支持政府的示威活動，西班牙廣播電視公司聲稱超過100萬人參與。 佛朗哥在示威中發表演說，譴責「協助共產主義顛覆活動的左翼-共濟會陰謀」。這是佛朗哥在去世前最後一次參加公開示威活動。

## 後果
在處決之後，外界一度推測可能有多達27名囚犯將面臨死刑。然而，這些預測最終並未成真。佛朗哥於1975年10月下旬病倒，且未能康復，於1975年11月20日去世。隨著他的去世，死刑實際上被廢除，因為此後再未進行任何處決。1978年《西班牙憲法》正式廢除所有民事犯罪的死刑，但在戰時的軍事處決仍例外保留。1995年，西班牙議會全面廢除死刑，無論任何情況均不再適用。被處決者的家屬持續尋求推翻判決並要求賠償，理由是審判過程存在嚴重不公。2004年，他們向西班牙憲法法院提出上訴，但被法院駁回，理由是法院無權處理1978年12月憲法生效前的案件。2005年9月，歐洲人權法院以類似理由駁回了他們的請求，指出西班牙在1975年尚未簽署《歐洲人權公約》。
2012年11月，巴斯克政府的一個委員會認定，對「奇基」（Txiki）帕雷德斯與奧塔埃吉（Otaegui）的定罪過程違反了他們的公平審判權，並裁定向其家屬支付€135,000賠償金。何塞·翁貝托·巴埃納的姐姐弗洛爾·巴埃納（Flor Baena）則持續為其兄長平反，她表示自己並不尋求金錢賠償，而是希望還其清白。
2014年11月，西班牙警方拒絕執行阿根廷向國際刑警組織提出的引渡請求，該請求基於1987年簽署的條約，要求引渡20名與佛朗哥政權有關的人，包括涉及這些處決的官員，以接受反人類罪的審判。1991年西班牙電影《最漫長的夜晚》描述了一場虛構的會面，內容涉及數年後，軍事審判的檢察官與其中一名辯護律師之間的對話。